# Bulbophyllum bisetoides
Bulbophyllum bisetoides är en orkidéart som beskrevs av Gunnar Seidenfaden. Bulbophyllum bisetoides ingår i släktet Bulbophyllum och familjen orkidéer. Inga underarter finns listade i Catalogue of Life.